# KV58
La KV58 es una tumba situada en el Valle de los Reyes, en la necrópolis tebana, frente a Luxor, en la ribera occidental del Nilo. Fue descubierta en 1909 por Ernest Harold Jones, financiado por Théodore Monroe Davis, que comenzó inmediatamente las primeras excavaciones (aunque de manera errónea asignó a Edward Russell Ayrton el descubrimiento en 1907). Esta tumba también es conocida como la tumba del carro.
Algunos especialistas piensan que era el escondrijo para el ajuar funerario de Ay, penúltimo faraón de la dinastía XVIII, que fue enterrado en la tumba WV23. Como la KV54, es un pozo de embalsamamiento al que se trasladó parte del ajuar de Ay tras el saqueo de su tumba.
Consta de un pozo de entrada y de un pequeño pasillo que lleva a una cámara. La tumba no posee ninguna decoración y se extiende sobre una longitud total de siete metros. En la cámara, Jones encontró gran cantidad de botones y un adorno de oro, probablemente perteneciente al arnés de un carro, que lleva los nombres de Tutankamón y Ay. 

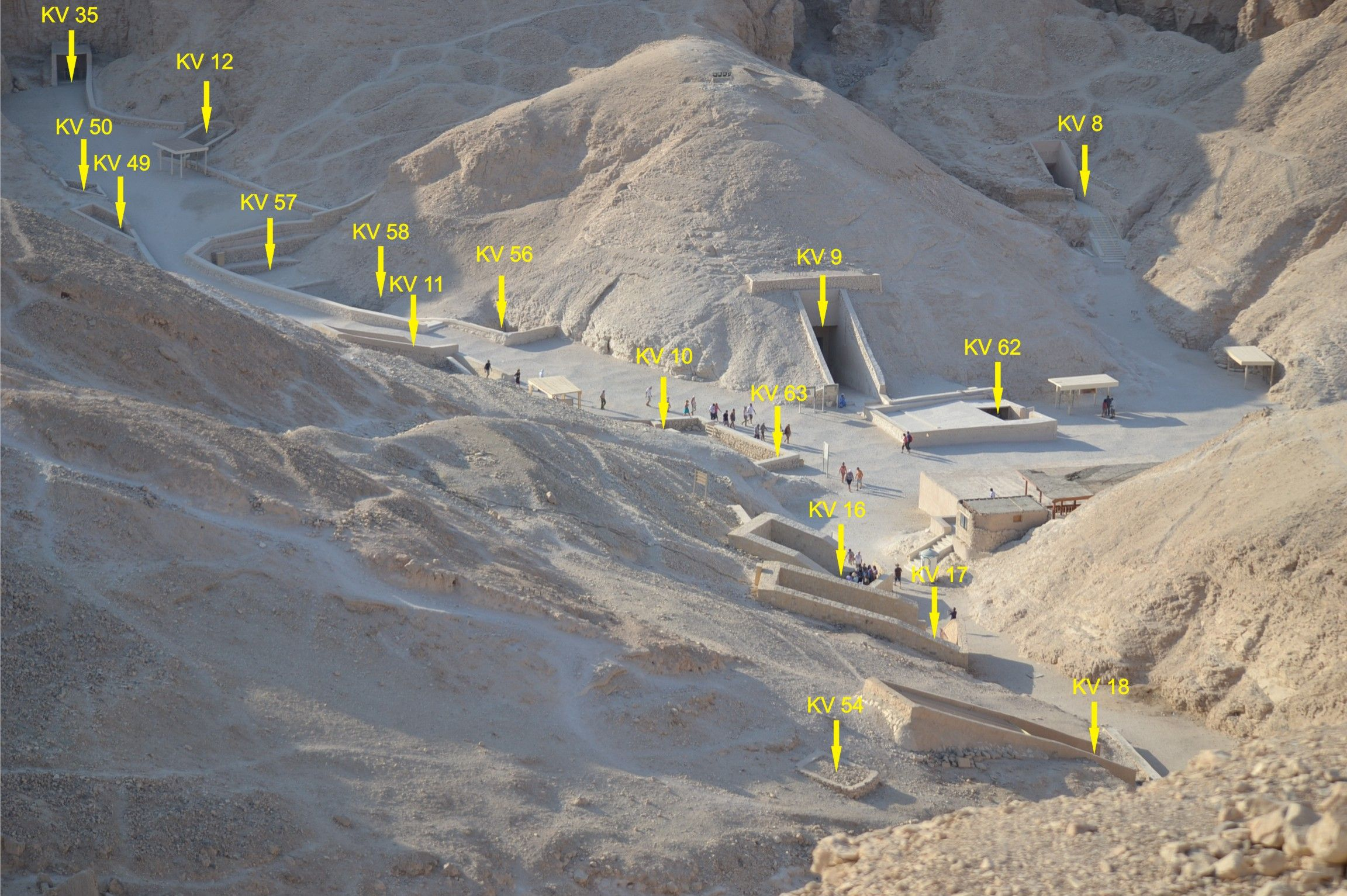
Localización de la Tumba KV58

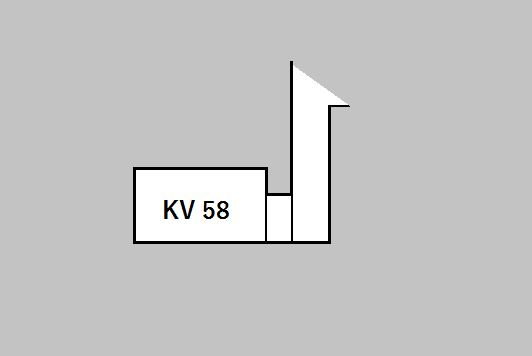
Plano de la tumba KV58